# Halvor Birkeland
Halvor Olai Birkeland (* 30. Oktober 1894 in Austevoll; † 26. Juni 1971 in Bergen) war ein norwegischer Segler.

## Erfolge
Halvor Birkeland, der für den Bergens Seilforening segelte, wurde 1920 in Antwerpen bei den Olympischen Spielen in der 12-Meter-Klasse nach der International Rule von 1907 Olympiasieger. Er war Crewmitglied der Atlanta, die als einziges Boot seiner Klasse teilnahm. Der Atlanta genügte mangels Konkurrenz in zwei Wettfahrten jeweils das Erreichen des Ziels zum Gewinn der Goldmedaille. Zur Crew gehörten zudem Birkelands Bruder Rasmus Birkeland, Halvor Møgster, Lauritz Christiansen, Hans Næss und die Brüder Ole, Jan, Kristian und Henrik Østervold. Letzterer war Besitzer und Skipper der Atlanta.